# Paweł Berger

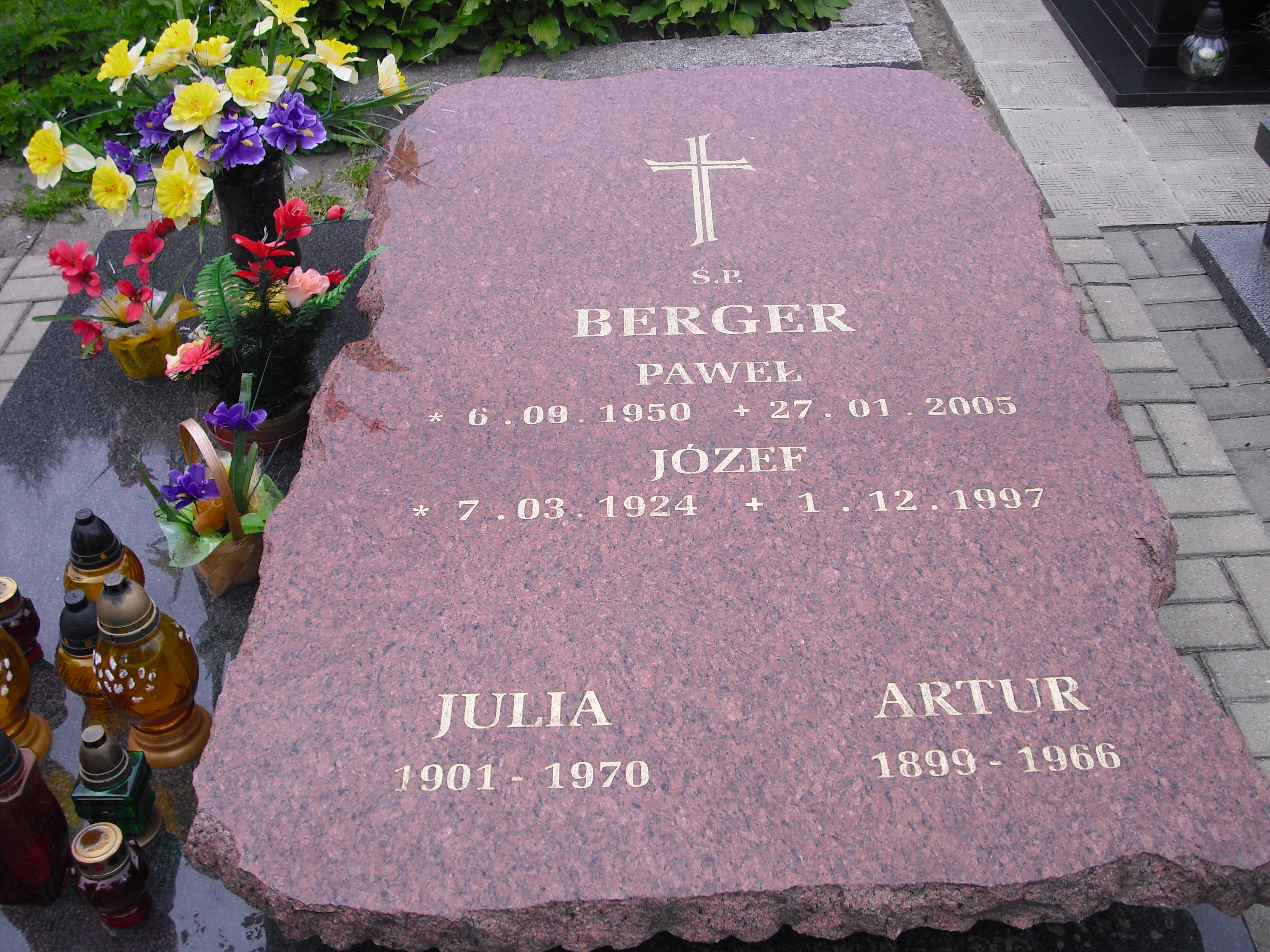
Grób Pawła Bergera w Katowicach

Paweł Józef Berger (ur. 6 września 1950 w Katowicach, zm. 27 stycznia 2005 w Jaworznie) – polski muzyk, klawiszowiec, kompozytor i jeden ze współzałożycieli zespołu Dżem.

## Życiorys
W latach 1973–1976 (z krótkimi przerwami) nieodłącznie był związany z zespołem Dżem, do którego powrócił w 1980. Towarzyszył w nagraniach m.in. Leszkowi Dranickiemu, Tadeuszowi Nalepie, Martynie Jakubowicz.
27 stycznia 2005 zginął w wypadku samochodowym na trasie A4, w okolicach Jaworzna. Zespół Dżem wracał wówczas z koncertu w Rzeszowie. Przyczyną zgonu muzyka był uraz szyjnego odcinka kręgosłupa. 2 lutego 2005 został pochowany na cmentarzu w katowickiej dzielnicy Piotrowice.
Od 2007 w Kaliszu odbywa się Festiwal Muzyczny im. Pawła Bergera, na którym zawsze koncertuje Dżem.

## Życie prywatne
Ożenił się w 1973 z Haliną, mieli jedną córkę Mirosławę (ur. 1974).